# Zbigniew Palka
Zbigniew Janusz Palka (ur. 8 maja 1951 w Poznaniu) – polski matematyk, doktor habilitowany nauk matematycznych. Specjalizuje się w matematyce dyskretnej. Profesor i dziekan (1999–2005) Wydziału Matematyki i Informatyki Uniwersytetu im. Adama Mickiewicza w Poznaniu. Prezes Polskiego Towarzystwa Matematycznego w latach 2003–2005. Prorektor Wielkopolskiej Wyższej Szkoły Społeczno-Ekonomicznej w Środzie Wielkopolskiej.

## Życiorys
Studia z matematyki ukończył na poznańskim UAM w 1974, gdzie następnie został zatrudniony i zdobywał kolejne awanse akademickie. Doktoryzował się w 1980. Staż podoktorski odbył na amerykańskim University of Florida w Gainesville (1981–1982). Jako profesor wizytujący wykładał w nowojorskich: St. John’s University (1982–1983) oraz Baruch College-CUNY (1986–1987). Na macierzystym wydziale w Poznaniu pracuje jako profesor i kierownik w Zakładzie Algorytmiki i Metod Numerycznych. Był członkiem Komitetu Matematyki PAN (2003-2005). Należy do Amerykańskiego Towarzystwa Matematycznego oraz Bernoulli Society.
Jest synem Czesława i Stanisławy. Żonaty z Haliną, z którą ma jedną córkę.

## Wybrane publikacje
- Asymptotic properties of random graphs, PWN 1988, ISBN 83-01-08821-4.
- Wykłady z kombinatoryki. Cz. 1 (wraz z A. Rucińskim), wyd. UAM 1995
- Niekonstruktywne metody matematyki dyskretnej. Metoda probabilistyczna Erdösa i grafy losowe (wraz z A. Rucińskim), Wydawnictwa Naukowo-Techniczne 1996, ISBN 83-204-1930-1.
- Wykłady z kombinatoryki. Przeliczanie (wraz z A. Rucińskim), Wydawnictwa Naukowo-Techniczne 2004, ISBN 83-204-2975-7.
- Matematyka dyskretna dla informatyków. Cz. 1, Elementy kombinatoryki (wraz z J. Jaworskim i J. Szymańskim), Wydawnictwo Naukowe UAM 2011, ISBN 978-83-232-2240-8.
- ponadto rozdziały w pracach zbiorowych i artykuły publikowane m.in. w „Journal of Graph Theory”, „Journal of Discrete Algorithms” oraz „Ars Combinatoria”[5][6][7].